# 王樹忠
王樹忠（?—?），廣東省東莞縣人，清朝政治人物、進士出身。
光緒三十年，會試第241名；殿試登進士三甲第78名，后分發為知縣。